# Drásov (okres Brno-venkov)
Drásov (v horském nářečí Drásuv, německy Drasow) je městys v okrese Brno-venkov v Jihomoravském kraji. Rozkládá se v Boskovické brázdě, přibližně 4 kilometry východně od Tišnova. Žije zde přibližně 2 100 obyvatel.

## Název
Jméno vesnice bylo odvozeno od osobního jména Drás (jehož základem bylo sloveso dráti) a znamenalo "Drásův majetek".

## Historie
První písemná zmínka o obci pochází z roku 1238 (Draszow).
Dne 24. září 2008 byl obci udělen status městyse.

## Obyvatelstvo
| Rok            | 1869 | 1880 | 1890 | 1900 | 1910 | 1921 | 1930  | 1950 | 1961  | 1970  | 1980  | 1991  | 2001  | 2011  | 2021  |
| -------------- | ---- | ---- | ---- | ---- | ---- | ---- | ----- | ---- | ----- | ----- | ----- | ----- | ----- | ----- | ----- |
| Počet obyvatel | 642  | 634  | 650  | 730  | 738  | 823  | 1 036 | 942  | 1 120 | 1 096 | 1 116 | 1 101 | 1 164 | 1 466 | 2 022 |
| Počet domů     | 83   | 88   | 88   | 95   | 109  | 126  | 186   | 222  | 270   | 272   | 304   | 336   | 348   | 440   | 602   |

Vývoj počtu obyvatel

## Pamětihodnosti
- Farní kostel Povýšení svatého Kříže ze 13. století
- Vodní mlýn čp. 42
- Vodní mlýn čp. 65
- Boží muka z 18. století
- Mramorová pamětní deska padlým v první světové válce
- Zahradní železnice Drásov

## Galerie

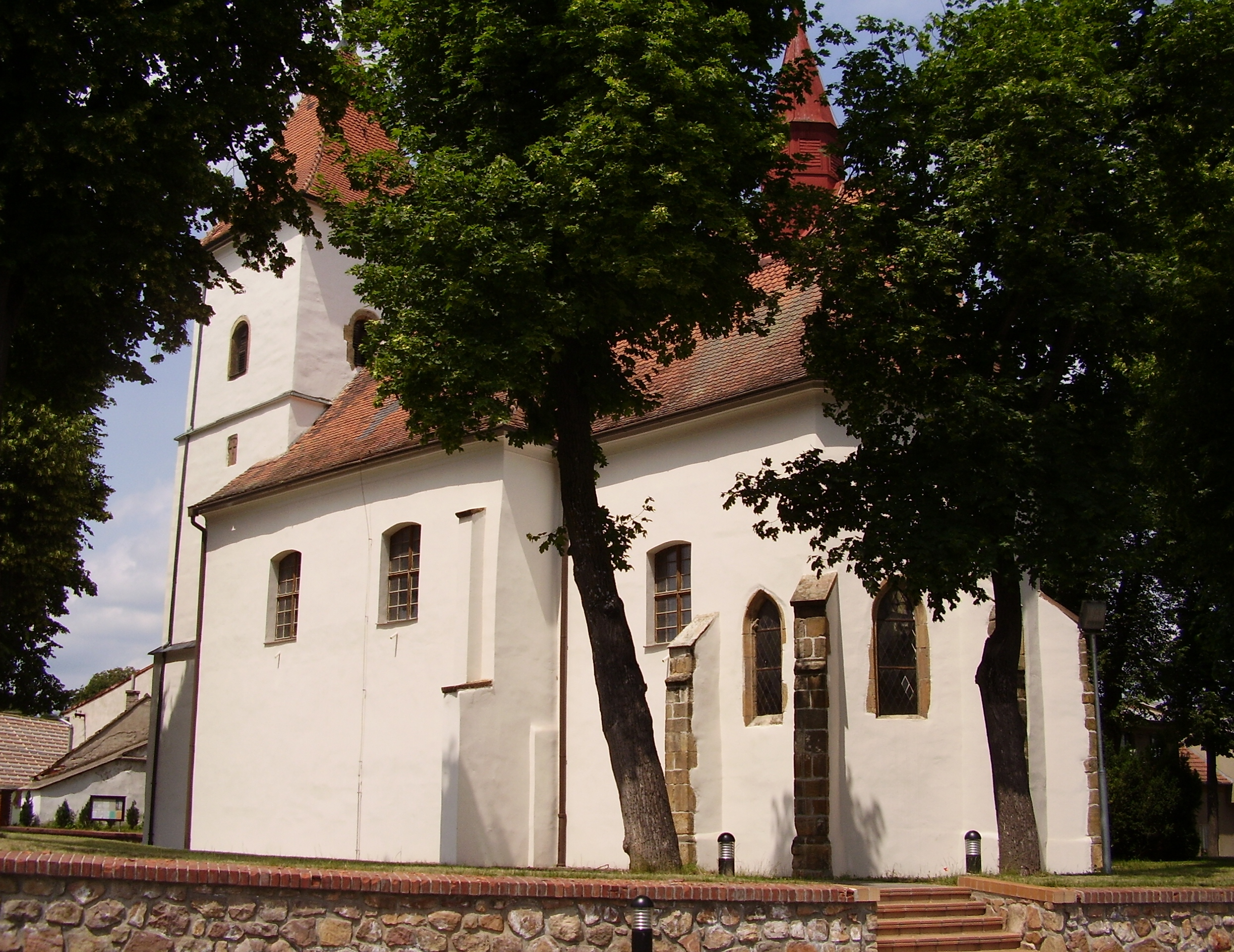
Kostel Povýšení svatého Kříže
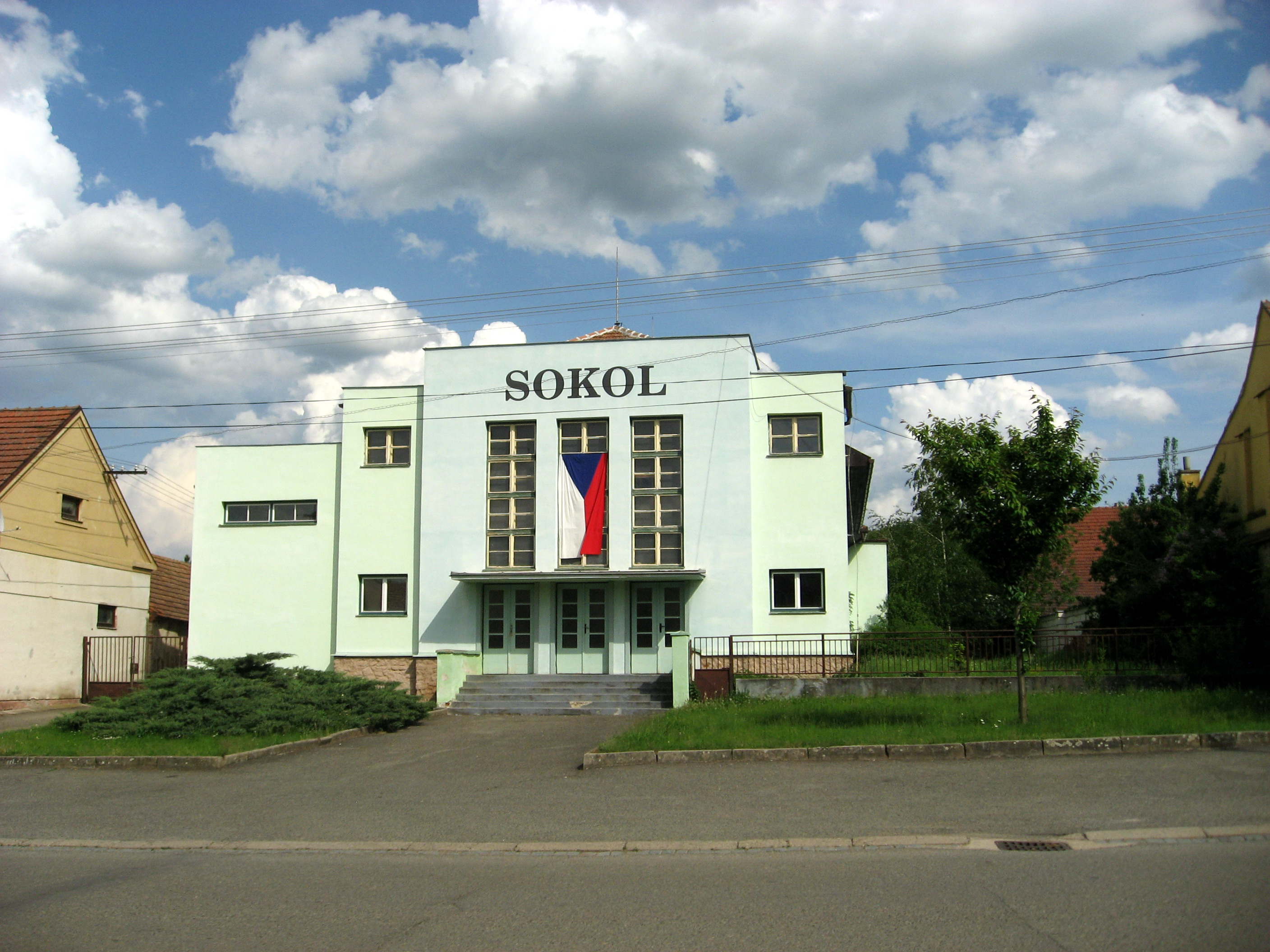
Sokolovna
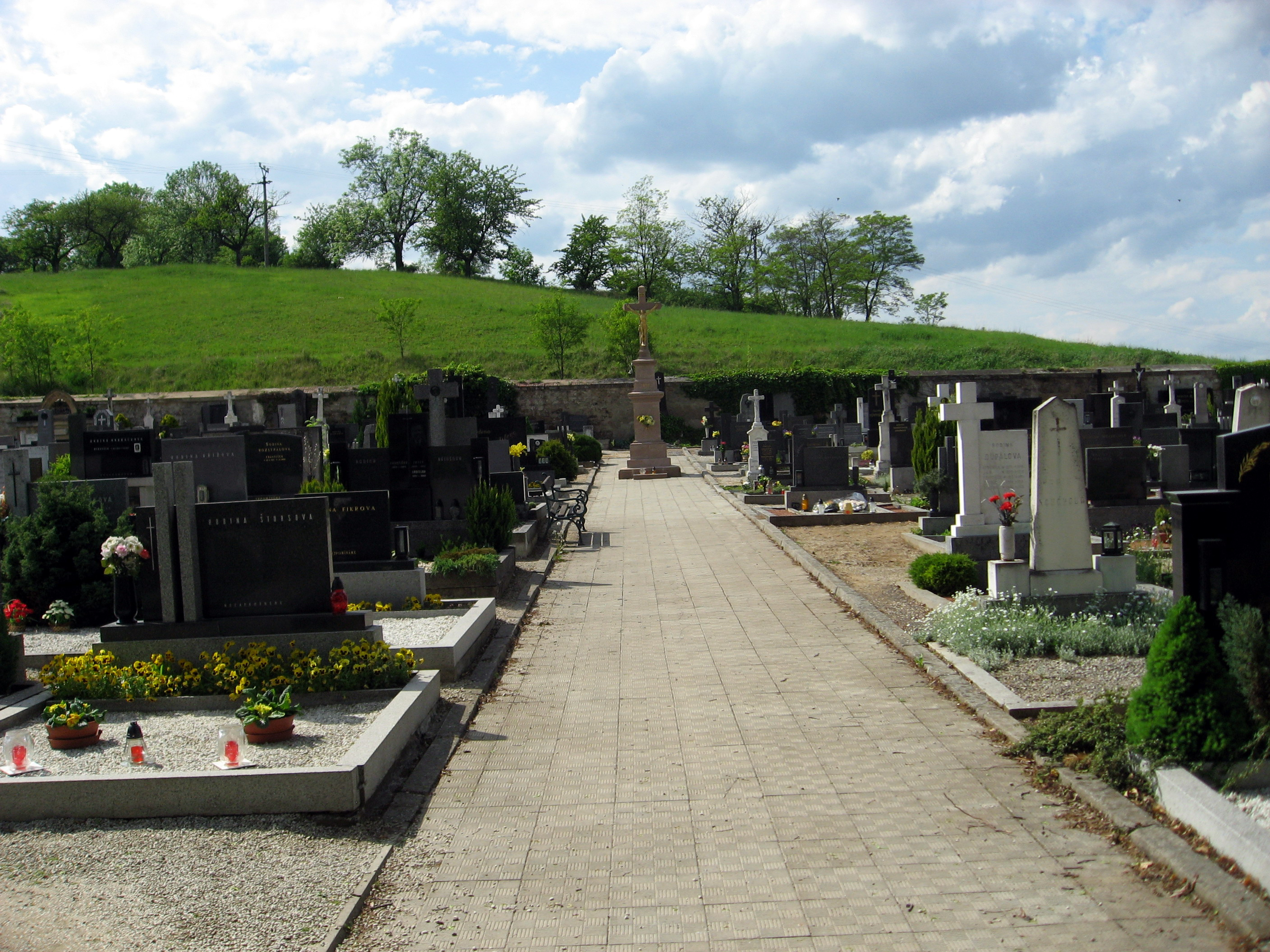
Hřbitov
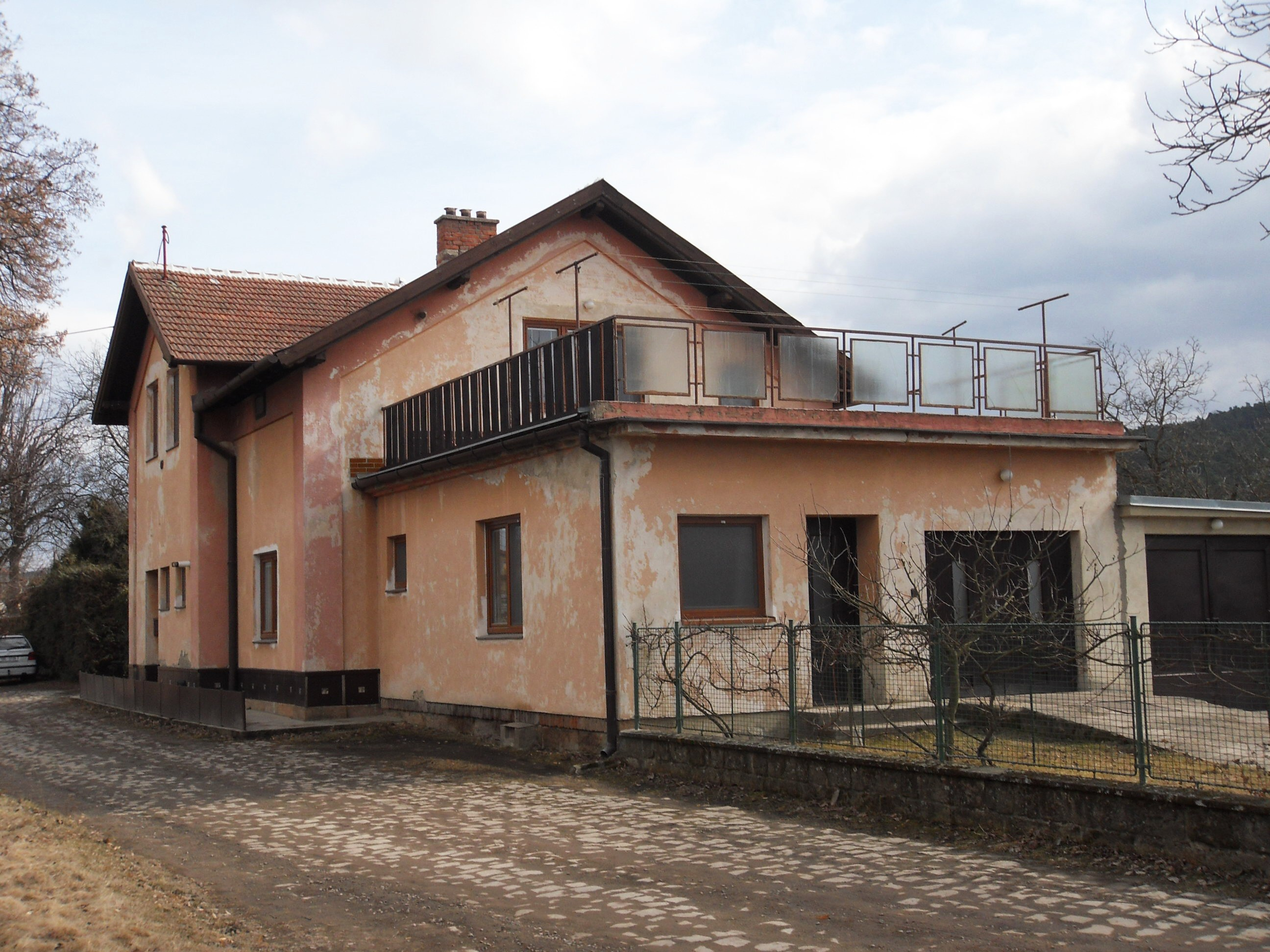
Bývalé nádraží

## Osobnosti
- Karel Balák (* 1864), obecní starosta, zemský poslanec
- Michal Hašek (* 1976), starosta obce (2001–2002), poslanec Parlamentu České republiky (2002–2009, 2010–2014) a hejtman Jihomoravského kraje (2008–2016)
- Vladimír Šmeral (1903–1982), divadelní a filmový herec